# Cythère
Cythère (en grec ancien et moderne Τα Κύθηρα / Ta Kýthira, pl. ou ἡ Κυθηρία (γῆ)/ hê Kythêría, la (terre) Cythéréenne), connue aussi sous le nom de Cérigo, est une île grecque de la mer Égée, située entre le Péloponnèse et la Crète. Elle est baignée à l'ouest par la mer Méditerranée. Elle fait partie, avec les îles Ioniennes, de l'Heptanèse, mais elle est aujourd'hui rattachée administrativement à l'Attique.
Comme beaucoup de petites îles de la mer Égée, Cythère est aujourd'hui très peu peuplée. Elle ne compte qu'environ 4 000 habitants permanents, alors que des dizaines de milliers de descendants de Cythériotes vivent en Grèce continentale ou dans la diaspora grecque, notamment en Australie.

## Histoire
À Cythère, des sites archéologiques datés de la période helladique, contemporaine des Minoens, attestent d'un commerce cythériote avec le monde égéen, crétois, anatolien et jusqu'à l'Égypte et à la Mésopotamie. Les fouilles ont permis d’affirmer que Cythère avait été, probablement vers le milieu du IIIe millénaire avant J.-C, une colonie minoenne.
Cythère abrita une colonie phénicienne aux débuts de l'âge archaïque. Xénophon se réfère à la « baie phénicienne » à Cythère (probablement la baie d'Avlemonas, sur la côte est de l'île). La cité archaïque de Cythère était à Scandea près d'Avlemonas ; ses ruines ont été exhumées. Son acropole, maintenant Palicastro (Palaiokastron: « vieux fort »), comporte un temple d'Aphrodite, qui pourrait avoir été antérieurement dédié au culte phénicien d'Astarté, bien que rien n’exclut a priori que des colons antérieurs, peut-être crétois, aient encore plus tôt établi là ce culte.
Pendant la période classique, l'île a été vassale de plusieurs grandes cités-États. Sparte succéda comme suzeraine à Argos durant le VIe siècle av. J.-C., et mit en place un kytherodikes (kυθηροδίκης, « juge pour Cythère »). Athènes occupa trois fois Cythère, pendant les guerres avec Sparte (en 456 av. J.-C. pendant sa première guerre avec Sparte et le Péloponnèse, de 456 à 410 av. J.-C. pendant la plus grande partie de la guerre du Péloponnèse et de 393 à 387/386 av. J.-C., pendant la guerre de Corinthe contre la domination de Sparte) et l'utilisa pour soutenir son commerce et pour attaquer la Laconie.
À partir de 195 av. J.-C., après la défaite de Sparte, Cythère devint indépendante et frappa monnaie, puis, pendant la période d'Auguste, de nouveau vassale de Sparte, elle devint la propriété de Caius Iulius Euryclès, qui était à la fois magnat spartiate et citoyen romain. À cette époque les villes grecques étaient en pratique soumises à l'Empire romain, et Cythère faisait partie de la province d'Achaïe. La division de l'Empire romain en 395 aboutit progressivement à l'Empire byzantin en parallèle avec la christianisation, attestée ici dès le IVe siècle, à l'époque de Constantin. Selon la légende, sainte Elisa (ou Elesa) serait venue de Laconie pour convertir l'île, avant d'être tuée en 375 par son propre père, qui voulait la marier contre son gré.
À l'époque byzantine, l'île fait partie successivement de la province d'Achaïe puis du thème du Péloponnèse. Elle abrite plusieurs monastères, mais se dépeuple à partir de 654 en raison des raids arabes : une partie de la population est emmenée en esclavage, le reste se réfugie dans la montagne et finalement sur le continent. Cythère devient propriété de la famille monemvasiote des Eudaimonoiannes à la fin du XIIe siècle, et passe à la famille vénitienne Venier par mariage en 1238. Cette période inaugure dans l'île une longue cohabitation entre une communauté catholique, initialement italienne, mais devenue avec le temps hellénophone, et les orthodoxes.
Les possessions des Venieri sont confisquées par la « Sérénissime république » pour leur implication dans la révolte crétoise de Saint-Tite en 1363, mais une moitié environ de l'île est rendue aux Venieri une trentaine d'années plus tard,. Cythère est ainsi intégrée à l'empire maritime vénitien qui comporte au début du XVe siècle les îles dalmates, Ioniennes et égéennes, la Crète et Chypre ; elle ne devient pas ottomane comme la plupart de ces îles, mais reste possession vénitienne.
En 1537, la capitale de l'île, Paleochora, est détruite par Barberousse. Il n'en reste de nos jours que des ruines.
En 1797, lors de la partition de la république de Venise lors du traité de Campo-Formio, elle devient partie des départements français de Grèce, et forme avec Zante et les Strophades le département de Mer-Égée. Cependant, lorsqu'en 1798 l'Empire ottoman déclare la guerre à la République française à la suite du déclenchement de l'expédition d'Égypte, une flotte russo-turque commandée par Fiodor Ouchakov et Cadir Bey investit les îles Ioniennes. Cythère capitule le 22 vendémiaire An VII (13 octobre 1798) au capitaine-lieutenant de Kostok,, le jour-même de la chute de Prévéza.

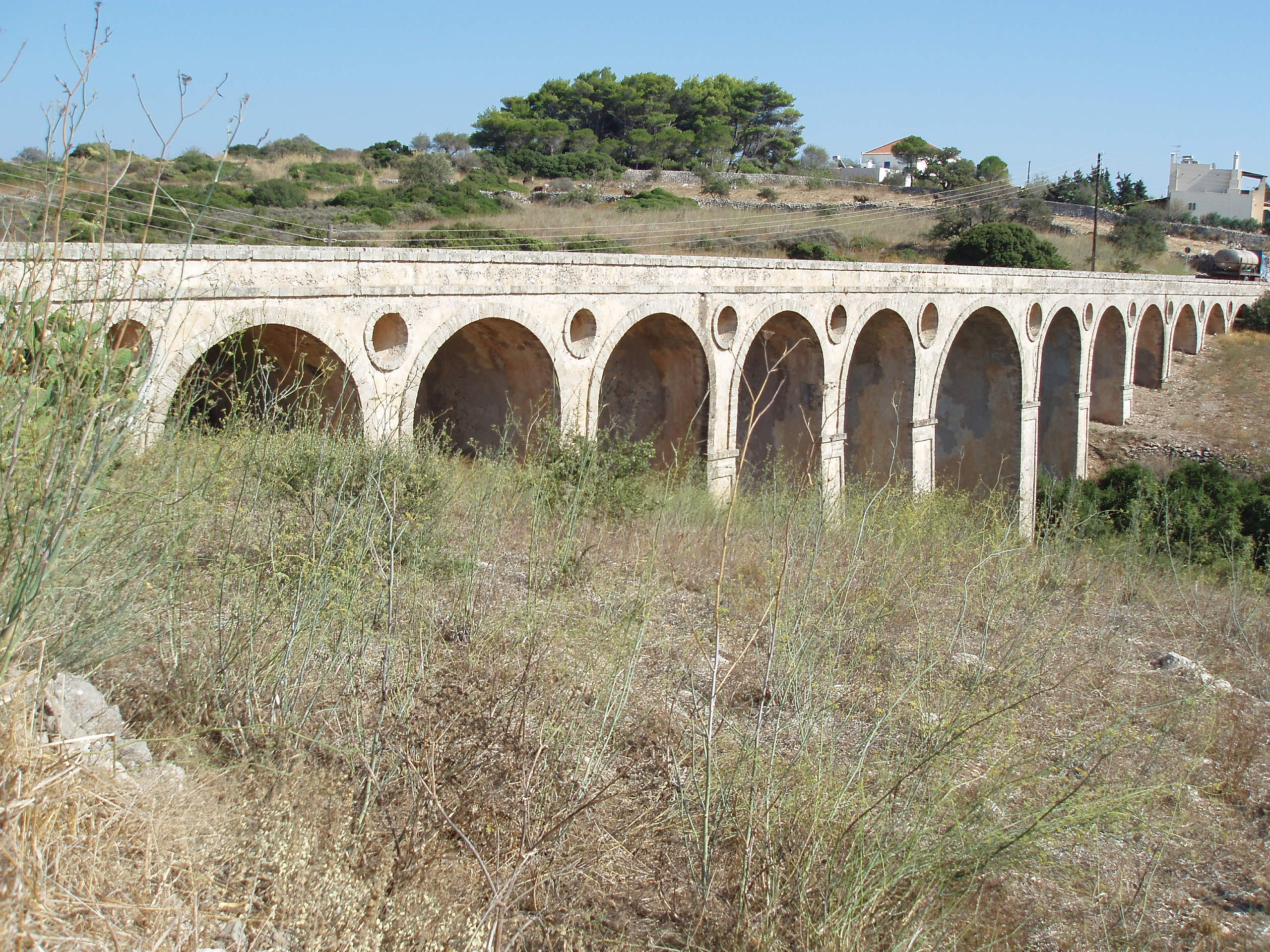
Le, construit par les Britanniques en 1826, pendant leur protectorat sur les îles Ioniennes.

Cythère est intégrée en 1800 à la République septinsulaire, dont le protectorat est cédé par la Russie à la France en 1807 au traité de Tilsit. Cependant, dès 1809, elle est capturée par les Britanniques. Ceux-ci l'intègrent en 1815 à la république des îles Ioniennes, foyer d'humanisme et de philhellénisme, qui finit par rejoindre le royaume de Grèce en 1864. Le Royaume-Uni occupe l'île de 1809 à 1864.
Pendant la Seconde Guerre mondiale, la position stratégique de l'île lui vaut en 1940 la présence d'une unité d'artillerie britannique (en fait australienne), mais celle-ci doit se retirer lors de l'offensive de l'Axe en 1941 et Cythère est occupée par les troupes italiennes, qui se retirent à leur tour en octobre 1943 au profit des armées du Troisième Reich (Kriegsmarine et Wehrmacht). Durant l'automne 1944, au terme de durs combats entre la résistance grecque et l'occupant, l'île revient aux Grecs.
Au milieu du XIXe siècle, l'île se dépeuple, ses habitants, pauvres, émigrant à l'étranger, notamment en Australie et aux États-Unis.
À partir des années 1950, le développement du tourisme, ici modéré, permet une modernisation des infrastructures de Cythère, mais le séisme de magnitude 5,6 à 5,8 qui a frappé l'île le 5 novembre 2004 et la crise financière des années 2010, due à la dérégulation mondiale et aux endettements de la Grèce, remettent en cause cette modernisation. Grâce à un tourisme à rebours du tourisme de masse et au développement d'activités locales (gastronomie, randonnée, etc.), l'île a depuis « repris des couleurs » note Le Figaro Magazine.

## Mythologie
Hérodote mentionne la présence dans l'île d’un temple dédié à la déesse Aphrodite et la Rome antique fait les mêmes éloges que les Hymnes homériques. La naissance marine de la déesse, lorsque le sperme d’Ouranos entra en contact avec la mer, eut lieu selon certaines traditions près de l'île, qui en garda un culte voué à la déesse en souvenir. Selon d'autres traditions, ce fut au large de l’île de Chypre. Dans l’Iliade d’Homère, la déesse en tire même l'une de ses épiclèses : « Cythérée ».
Sept ans après la naissance d'Égisthe, Agamemnon et Ménélas partent à Delphes sur ordre d'Atrée, afin d'y trouver leur oncle Thyeste. Trouvé par hasard, Thyeste est capturé et ramené à Mycènes. Égisthe assassine Atrée au retour de Thyeste, et ce dernier prend possession du trône de Mycènes, contraignant Agamemnon et Ménélas à l'exil : ils sont confiés tour à tour au roi de Sicyone Polyphide, qui les confie à Œnée l’Étolien. Adultes, quand Agamemnon et Ménélas reviennent dans leur patrie, ils renversent Thyeste, et le contraignent à son tour à l'exil - c’est à Cythère qu’il fuit.
Homère parle d'une ville de l'antique île, Scandie, dont provient un certain Amphidamas, ancien propriétaire du casque que revêt Ulysse au chant X, avant la Dolonie.
Psyché était une princesse de l'île de Cythère avant d'épouser Éros et son ascension en tant que déesse.

## Géographie

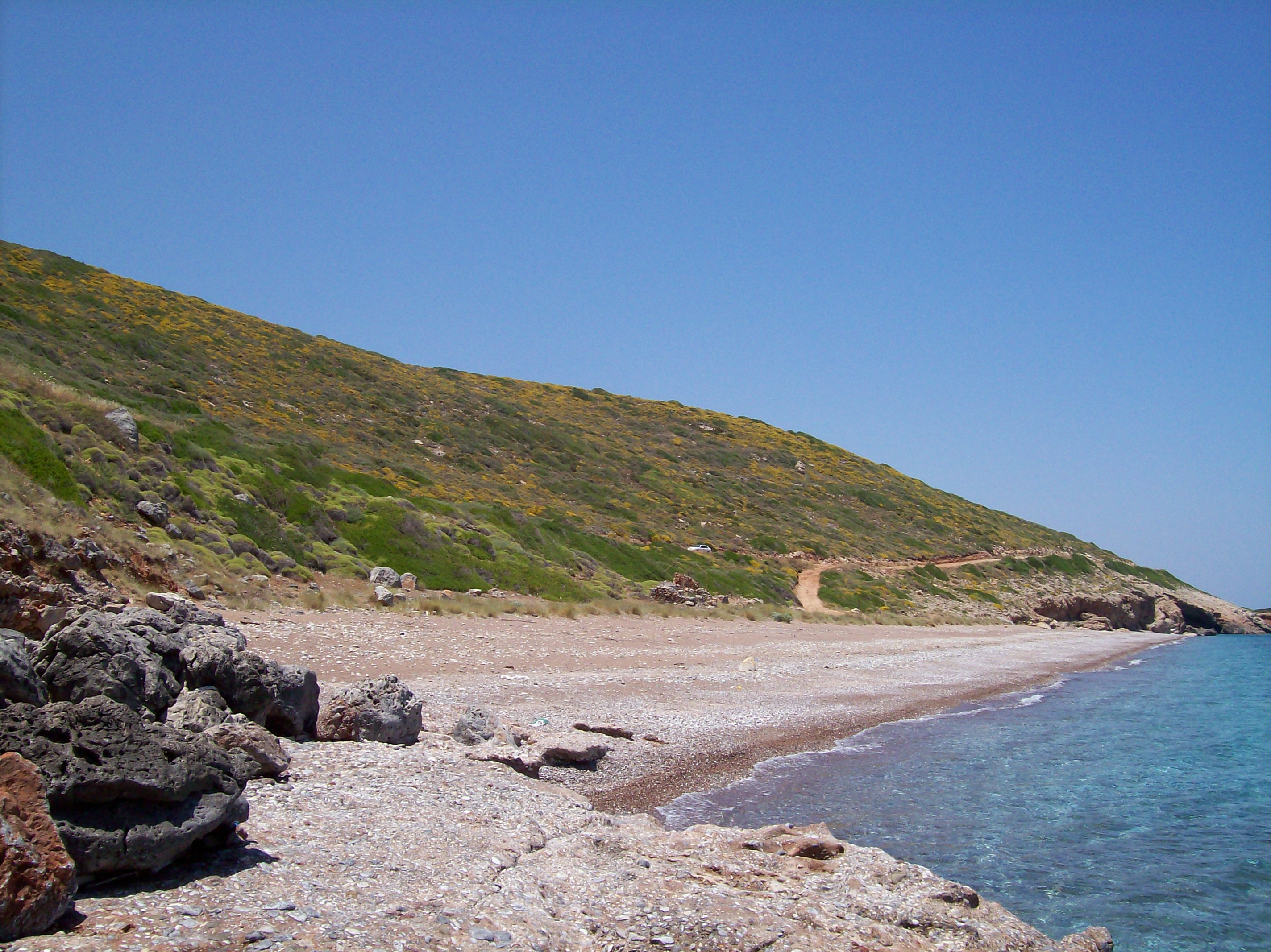
L'une des plages de sable rouge de Firi Ammos.

Cythère se trouve à 8,6 kilomètres au sud de l'Ákra Agía María, sur l'île d'Elafónisos ; et à 13,8 kilomètres à l'ouest-sud-ouest de l'Ákra Makryá Poúnta, sur la péninsule du Péloponnèse. L'île est parsemée de nombreux villages et hameaux, dont les plus grands sont Potamos, Livadi (fi), et la capitale Cythère (Chora).
La plupart des 64 villages de l'île se situent à l'intérieur des terres : cela s'explique par l'histoire, en raison des attaques de pirates. Il s'agit souvent de hameaux agricoles à l'architecture modeste. Seulement quatre villages bordent la mer, dont Diakofti et deux petites stations balnéaires, Kapsali et Agia Pelagia. En 1802, Avlemonas vit couler la frégate britannique Le Mentor, qui acheminait d'Athènes à Londres les frises du Parthénon, emportées par Lord Elgin. Pour les remonter à la surface, on fit appel à des pêcheurs d'éponges locaux.
S'y trouvent également de nombreuses plages, dont les plages de sable rouge de Firi Ammos, proches d'Agia Pelagia (fi).

## Tourisme

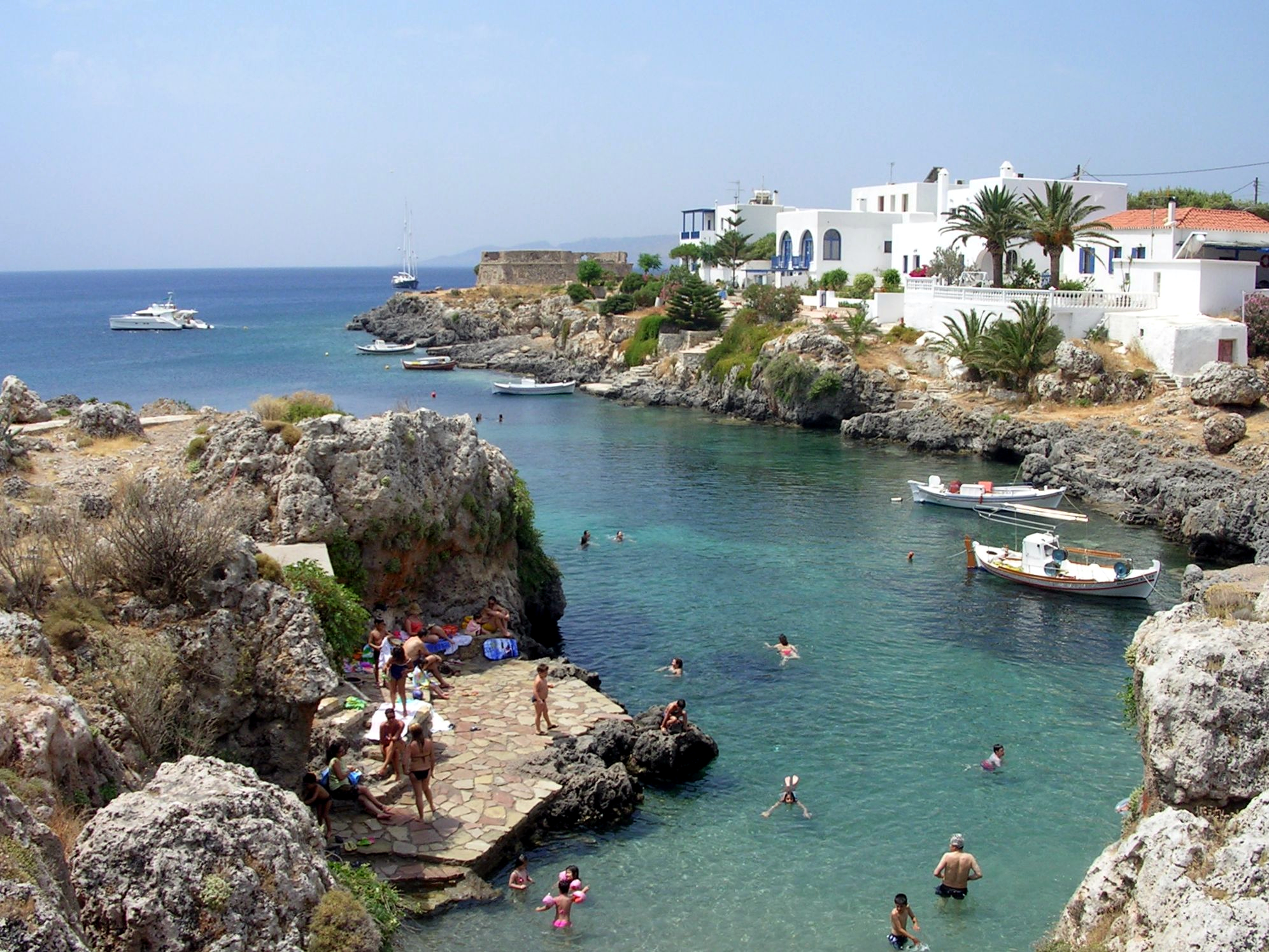
La calanque du village d'Avlémonas.

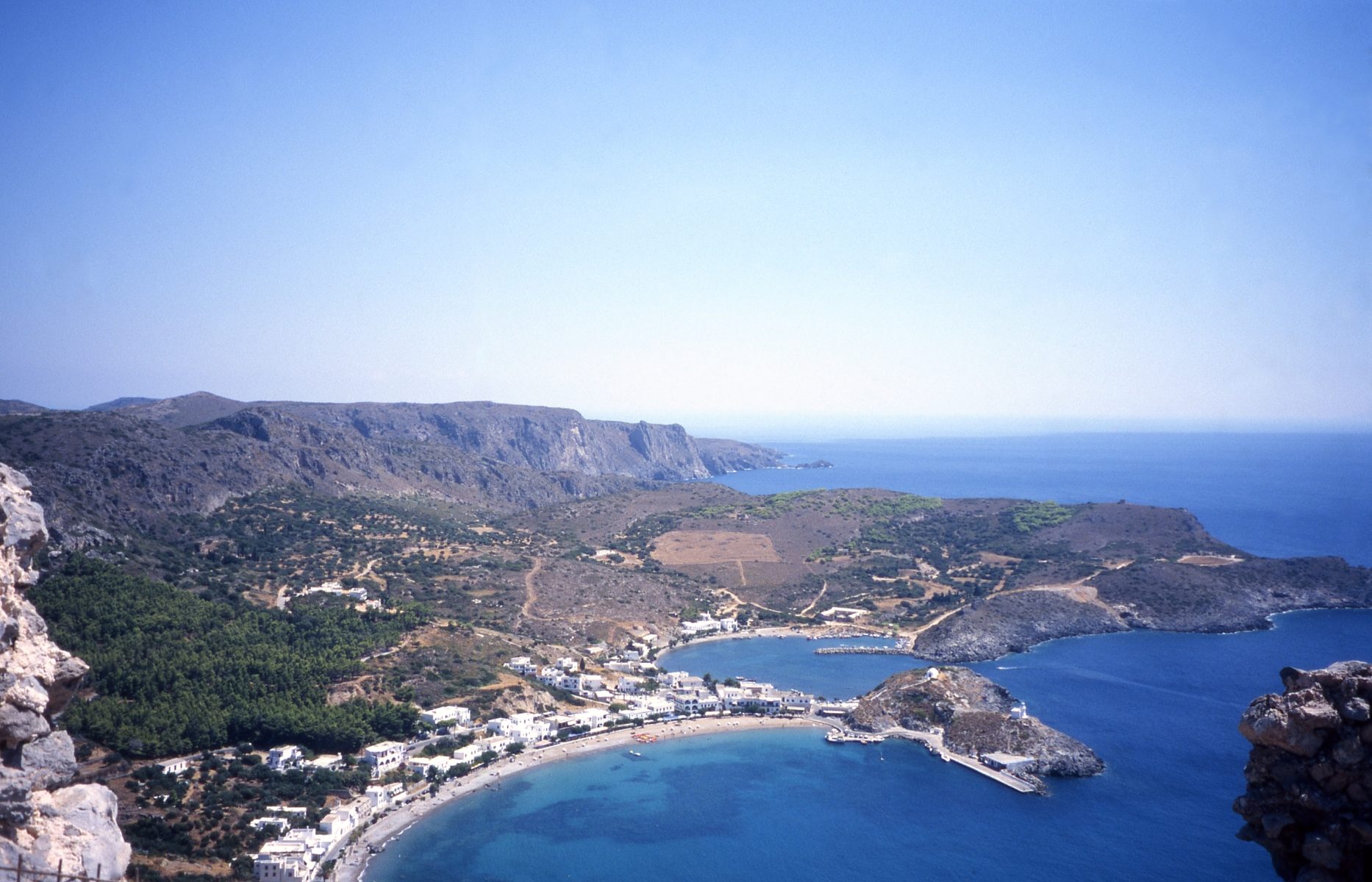
La baie de Kapsali, vue de la citadelle vénitienne de Chora.

L'activité touristique n'est pas très développée à Cythère. Le fait que l'île soit relativement éloignée des grands centres urbains, en combinaison avec une mauvaise connexion maritime, n'attire pas de grandes masses de touristes. Cependant, depuis plusieurs années[Quand ?], le nombre de visiteurs n'a cessé d'augmenter. Cette vague touristique croissante est à l'origine de la construction d'un grand nombre de nouvelles maisons et villas, par exemple dans les villages de Avlémonas, Diakófti et Kapsáli ; cependant, aucun grand complexe touristique hôtelier n'est construit.
Cythère reste une île faiblement peuplée (4 000 habitants permanents, 12 000 en été) : son environnement naturel est encore bien préservé. Sous la menace d'une explosion touristique, avec des conséquences néfastes pour la nature, des actions faisant la promotion d'un tourisme durable ont lieu par de nombreux habitants de l'île, avec l'accord de la mairie de Cythère. Parmi celles-ci, on trouve la cartographie des sentiers de Cythère, utilisés autrefois par les villageois avant la mise en place de routes et de voitures, ainsi que la promotion de l'île comme destination de vélo tout terrain ou de randonnées pédestres. Pour préserver leur cadre de vie, la plupart des habitants de l'île s'opposent à l'installation d'éoliennes ou encore à l'agrandissement de l'aéroport.

## Inspiration culturelle

Watteau, Le Pèlerinage à l'île de Cythère.

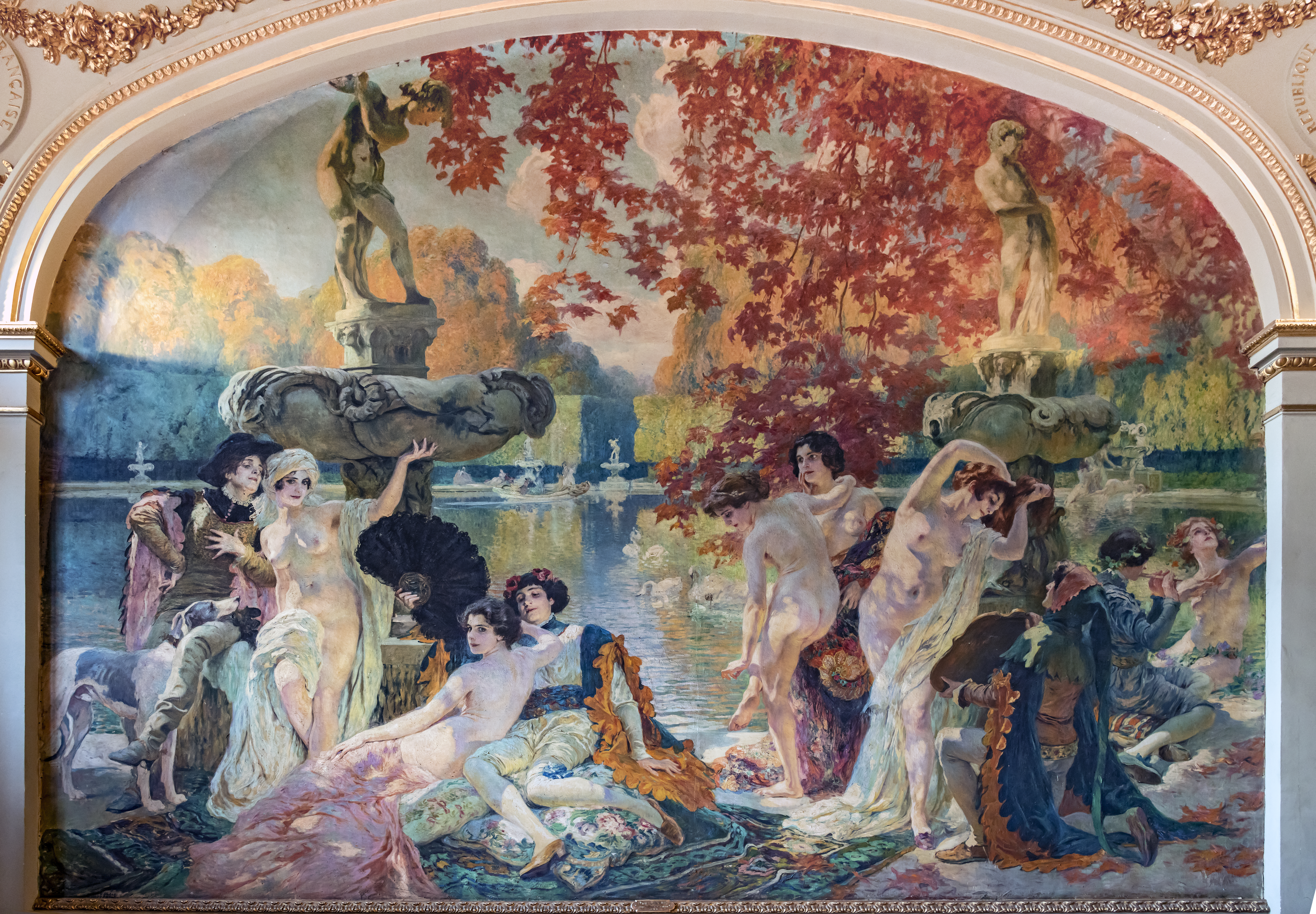
Paul Gervais, L'Amour source heureuse de vie - Cythère, au Capitole de Toulouse.

Une Cythère rêvée a inspiré aussi bien les peintres que les poètes.
François Couperin a écrit en 1722 une pièce de clavecin appelée Le Carillon de Cythère. Cette pièce figure dans son troisième livre, au sein du quatorzième ordre, où les références à l'amour sont nombreuses.
Antoine Watteau a peint plusieurs tableaux évoquant Cythère, dont Le Pèlerinage à l'île de Cythère. Gérard de Nerval raconte dans son Voyage en Orient comment, en abordant Cythère, il vit un pendu. Cet épisode a inspiré à Baudelaire le poème « Un voyage à Cythère » des Fleurs du mal.
Un certain Michel Faure, ancien professeur de lycée, donne dans son blog son point de vue personnel sur le mythe de Cythère. Un contributeur de Wikipédia s'est proposé de le résumer ainsi :
Une fois la Révolution française passée, l'imaginaire de la France bourgeoise s'embarque à nouveau vers Cythère, non seulement avec Hugo (le poème Cérigo, Les Contemplations), Nerval et Baudelaire, mais avec Charles Blanc, les Goncourt ou Verlaine. Les « Fêtes galantes » de ce dernier poète donnent naissance à un florilège de mélodies et de pièces musicales considérées souvent d'une qualité exceptionnelle, signées Saint-Saëns, Fauré, Debussy, Ravel, etc. Ces œuvres d'art attestent à quel point la bourgeoisie française de la fin du XIXe siècle affine son goût, mais aussi sa peur de l'Allemagne ou du prolétariat, et par cette réinvention artistique de Cythère, combien elle se plaît à rêver d'amour et d'utopie sociale.
Le peintre Léon Mathieu Cochereau, qui faisait partie de l'expédition en Orient de Forbin, atteint de dysenterie, est mort au voisinage de cette île le 30 août 1817.
L'île a donné son nom à un arbre fruitier : le prunier de Cythère, qui n'est pourtant pas un arbre originaire d'Europe.
Dans son Voyage autour du monde, Bougainville, le premier navigateur français à avoir fait le tour du monde, raconte que lorsqu'il se trouve sur l'île de Tahiti (nommée ainsi par ses habitants), lui et son équipage appellent l'île « la Nouvelle Cythère », peut-être pour sa symbolique, car ils voyaient l'île comme une utopie, « le jardin d'Éden », un monde merveilleux où tout le monde s'aimait.

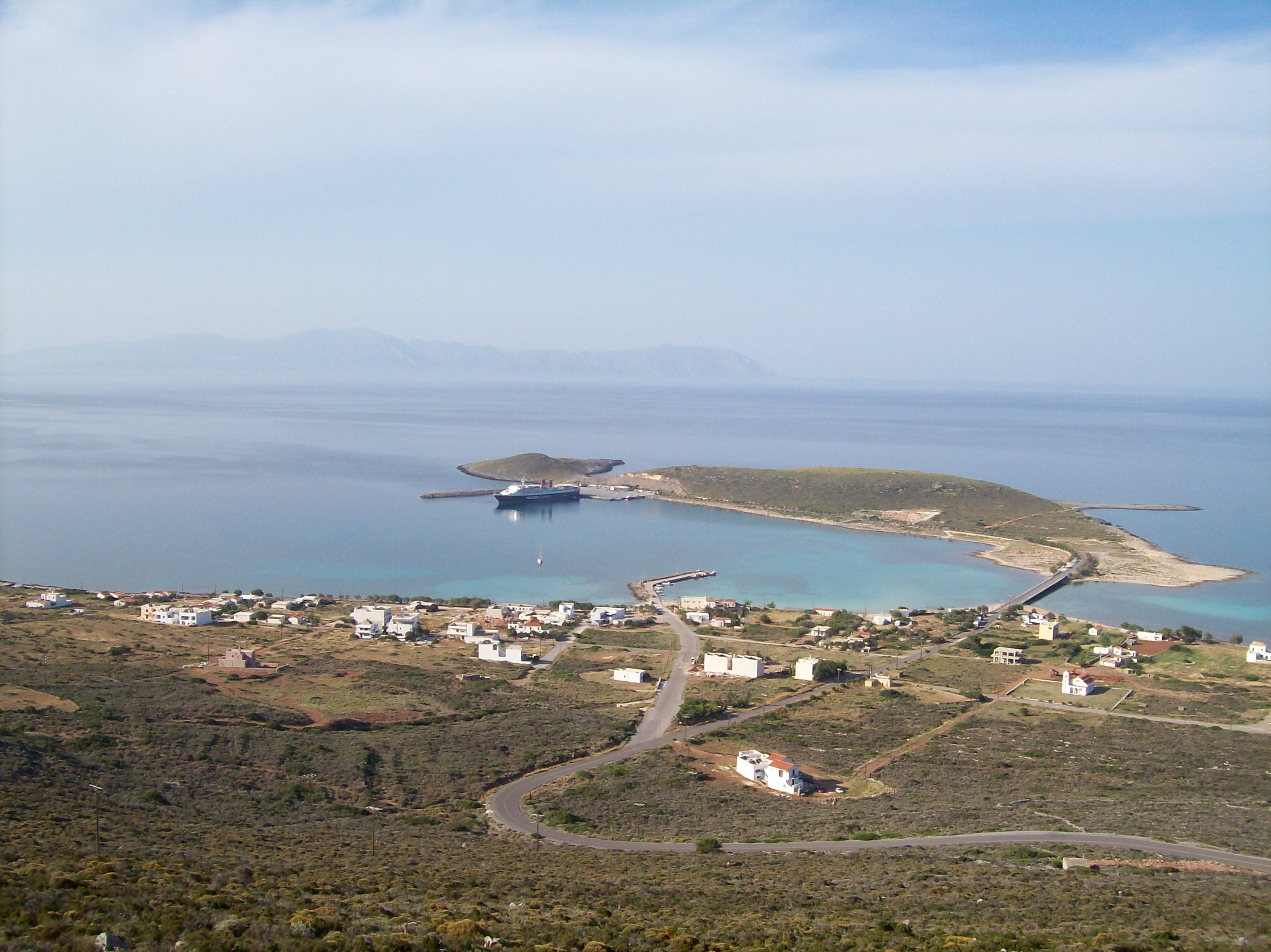
Port de Diakofti.

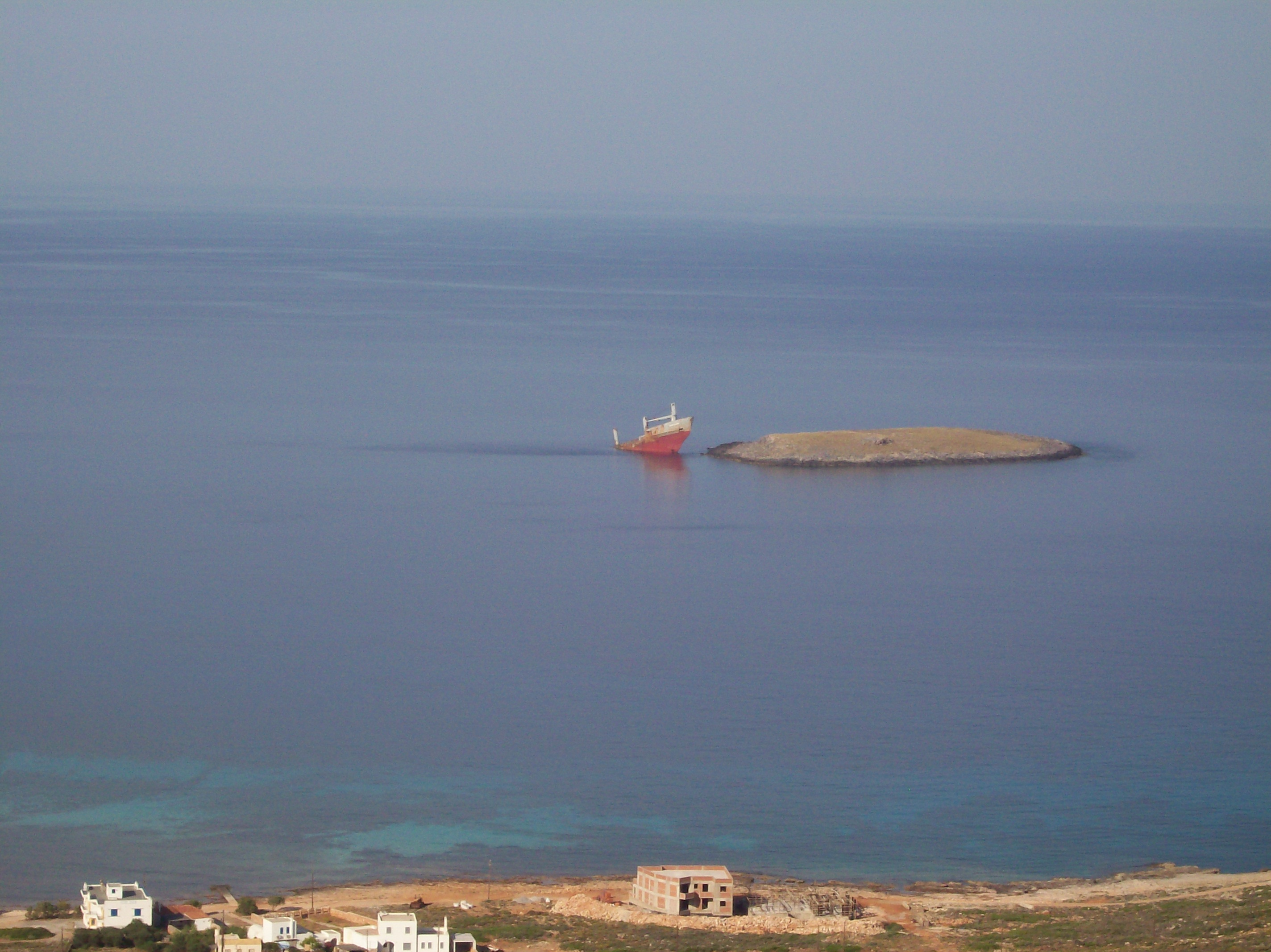
Épave rouillant à l'Est du port de Diakofti.

## Infrastructures

### Port
Le petit port d'Agia Pelagia (fi) (Sainte-Pélagie) fut le principal port de l'île jusqu'au milieu des années 1990, moment où celui de Diakófti, plus grand, a pris la relève. On y offre des liaisons régulières avec le Péloponnèse (Néapoli, Gýthio et Kalamata), avec Anticythère, avec Le Pirée et la Crète.

### Aéroport
L'aéroport national de Cythère « Alexandre-Onassis » (code AITA : KIT) se trouve à environ 20 km au nord du village de Cythère,, entre les villages de Friligkianika (Φριλιγκιάνικα, au sud-ouest de l'aéroport) et Diakofti (Διακόφτι, sur la côte à l'est). Il est desservi par la compagnie aérienne Olympic Airlines, ainsi que par la compagnie Athens Airways à partir de l'été 2009. Pour voir une carte indiquant les aéroports les plus proches, cliquer sur : 

### Carte des aéroports en Grèce
| \| 50 km1:6 137 000 \| Agrinion Aktion Alexandreia Alexandroúpoli Andravida Áraxos Astypalée Athènes · E. Venizélos Céphalonie La Canée Chios Corfou Héraklion Icarie Ioannina Kalamata Kalymnos Karpathos Kassos Kastellórizo Kastoria Kavala Cythère Kos Kotroni Kozani Larissa Lemnos Leros Milos Mykonos Mytilène Naxos Néa Anchíalos Paros Rhodes Maritsa Samos Santorin Sitía Skiathos Skyros Sparte Syros Tanagra Tatoi Thessalonique Tripoli Tympaki Zante Kastélli |
| 50 km1:6 137 000 |

## Culture

### Musée archéologique
Cythère possède un musée archéologique qui rassemble de nombreux objets de la civilisation minoenne. Il est situé à Chora.

### Église orthodoxe
La localité de Chora est le siège d'un évêché : la Métropole de Cythère.